# Loboppia covarrubiasi
Loboppia covarrubiasi är en kvalsterart som först beskrevs av Hammer 1968.  Loboppia covarrubiasi ingår i släktet Loboppia och familjen Oppiidae. Inga underarter finns listade i Catalogue of Life.